# 牛棚書院

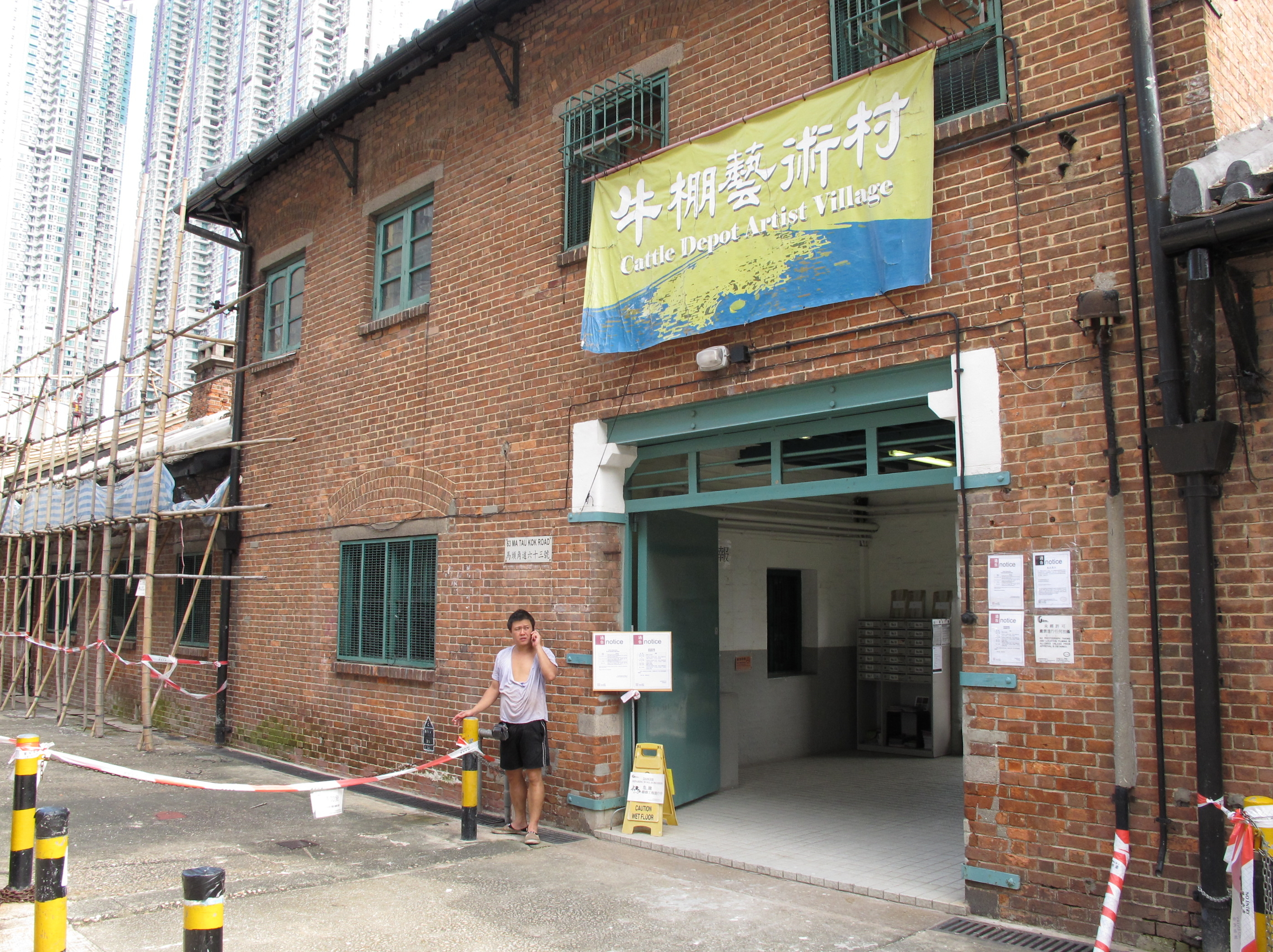
牛棚藝術村入口

牛棚書院，2001年成立，創辦人為著名文化評論人梁文道。位於土瓜灣牛棚藝術村內。設哲學、藝術等另類課程，並出版免費雜誌，成立社區學院。不定期邀請不同學者、媒體人前去講課，每個季度安排十門左右的課程。但因各種因素致使書院虧損嚴重，經營兩年後最終關閉。